# 谷川康太郎
谷川 康太郎（たにがわ こうたろう　本名：“康 東華”(朝: 강동화)・カン ドンファ 1928年10月12日 - 1987年）は、20世紀に日本で活動したヤクザ。暴力団三代目山口組系二代目柳川組組長。

## 生い立ちと柳川次郎との出会い
1928年大阪府大阪市東淀川区三国高須町に住む朝鮮人夫婦の子として生まれた。1940年頃、阪急電鉄豊中駅前でささいな喧嘩に巻き込まれた際、柳川次郎の助けを受ける。1945年6月、淀川堤防で大学生不良グループと喧嘩となり17歳にして懲役刑となり収監される。戦勝国待遇として程なく1946年5月仮釈放となった。が、極端に悪い獄中食のため、肋膜を冒されていた。兵庫県の尼崎病院に通う。病院の帰り闇市を徘徊するうちに柳川と再会し、常に行動を共にするようになった。1946年6月、闇市で悪徳商人を襲撃し強盗罪で柳川次郎と共に逮捕され、1948年懲役12年の判決を受け、四国の高松刑務所へ送られる。1956年10月、仮出所。

## 柳川組結成
1958年2月、既に先に出所して柳川一派を形成していた柳川次郎と合流した谷川は釜ヶ崎のシノギを巡って鬼頭組（約100人）との抗争を主導し、これを8人で破って勢力を拡大した。関西の極道たちは、この闘争の勝者柳川グループを“殺しの柳川”と呼んだ。4月、大阪市北区堂山町の堂山ビルに「柳川興行」が設立され、11月柳川次郎が保釈されると柳川組を結成して自らは副組長となった。
柳川組は大阪で多数の抗争を繰り返し、勢力を広げていたため、当時山口組（組長田岡一雄）の若頭であった地道行雄に目を付けられたことが縁で、1959年10月柳川次郎は地道の杯を受けて舎弟となった。1960年10月、柳川次郎は田岡一雄から杯をもらって、直系の若衆に加わった。山口組の配下に入った柳川組では明友会事件等で主導的な役割を果たしたため柳川組は急速に膨張した。

## 柳川組二代目就任と解散
1963年10月、先の鬼頭組との抗争事件の最高裁判決の迫った柳川次郎は隠退を表明、副組長だった谷川が二代目を継ぐことになり、その襲名披露が有馬温泉の「満月城」で行なわれた。組は驚異的な速度で膨らんでいった。しかし、柳川組は折から展開される警察の第一次頂上作戦の集中取締りの標的にされ、逮捕者を多数出すことで、弱体化し、会長の柳川次郎は解散を決意した。谷川は「今のわしの親分は田岡の親分や」と反対した。
1967年12月、谷川は、布施市の諏訪組との抗争事件で懲役2年8月の刑が確定、大阪刑務所に収監される。組の大幹部も続々と服役した。
1969年4月9日、獄中にあった谷川は、先代の柳川次郎と合意のうえ、ついに柳川組解散を宣言した。
柳川組を解散した後は、実業家に転身し活躍したが、1987年に死去した。